# Championnat d'Union soviétique de football 1956
Navigation
Saison 1955 Saison 1957
La saison 1956 de Klass A est la 18e édition du championnat de première division en Union soviétique. Douze clubs sont regroupés au sein d'une poule unique où ils se rencontrent deux fois dans la saison, à domicile et à l'extérieur. En fin de saison, les 2 derniers du classement sont relégués et les deux meilleurs clubs de deuxième division sont promus.
C'est le club du Spartak Moscou qui remporte le championnat après avoir terminé en tête du classement final avec 6 points d'avance sur le tenant du titre, le Dynamo Moscou et 9 sur le FK CSKA Moscou. Il s'agit du 6e titre de champion d'Union soviétique de l'histoire du club.

## Clubs participants
- Promu de deuxième division

| Club                             | Présent depuis | Classement 1955  | Entraîneur                                                                       |
| -------------------------------- | -------------- | ---------------- | -------------------------------------------------------------------------------- |
| Dinamo Moscou                    | 1936           | 1er              | Mikhail Yakushin                                                                 |
| Spartak Moscou                   | 1936           | 2e               | Nikolaï Gouliaïev                                                                |
| CDSA Moscou                      | 1954           | 3e               | Grigori Pinaïtchev (en)                                                          |
| Torpedo Moscou                   | 1938           | 4e               | Konstantin Beskov                                                                |
| Lokomotiv Moscou                 | 1952           | 5e               | Boris Arkadiev                                                                   |
| Dynamo Kiev                      | 1936           | 6e               | Oleg Ochenkov                                                                    |
| Chakhtior Stalino                | 1955           | 7e               | Oleksandr Ponomarov (jusqu'en juin 1956) Vassili Iermilov (ru) (après juin 1956) |
| Zénith Léningrad                 | 1938           | 8e               | Arkadi Alov (en)                                                                 |
| Dinamo Tbilissi                  | 1936           | 9e               | Gaioz Jejelava (en)                                                              |
| Troudovyé Rezervy Léningrad (ru) | 1936           | 10e              | Aleksandr Abramov (ru)                                                           |
| Bourevestnik Kichinev            | 1956           | 1er (D2, zone 1) | Piotr Stoupakov (ru) (jusqu'en juin 1956) Viktor Maslov (après juillet 1956)     |
| ODO Sverdlovsk (ru)              | 1956           | 1er (D2, zone 2) | Vladimir Nikanorov                                                               |

## Compétition

### Classement
Le barème de points servant à établir le classement se décompose ainsi :
- Victoire : 2 points
- Match nul : 1 point
- Défaite : 0 point